# Michelbach an der Bilz
Michelbach an der Bilz é um município da Alemanha, no distrito de Schwäbisch Hall, na região administrativa de Estugarda, estado de Baden-Württemberg.